# Fibonacci
Leonardo od Pise (oko 1170. – oko 1250.), također poznat kao Leonardo Bonacci, Leonardo Fibonacci, ili samo Fibonacci, bio je talijanski matematičar, kojeg su neki uzimali za najtalentiranijeg matematičara srednjeg vijeka.
Fibonacci je danas najpoznatiji:
- po tome što je raširio uporabu arapskih brojaka u Europi
- po nizu Fibonaccijevih brojeva, koje nije on izmislio, nego ih spominje u svojoj knjizi Liber Abaci (Knjiga računanja)